# Oxyrhachis nigrodorsalis
Oxyrhachis nigrodorsalis är en insektsart som beskrevs av Ananthasubramanian 1980. Oxyrhachis nigrodorsalis ingår i släktet Oxyrhachis och familjen hornstritar. Inga underarter finns listade i Catalogue of Life.